# 121
| 121                |
| ------------------ |
| Dødsfald - Fødsler |
|                    |

| Gregoriansk kalender | 121 CXXI                |
| Ab urbe condita      | 874                     |
| Armensk kalender     | I/T                     |
| Kinesiske kalender   | 2817 – 2818 庚申 – 辛酉 |
| Etiopisk kalender    | 113 – 114               |
| Jødisk kalender      | 3881 – 3882             |
| Hindukalendere       |                         |
| - Vikram Samvat      | 176 – 177               |
| - Shaka Samvat       | 43 – 44                 |
| - Kali Yuga          | 3222 – 3223             |
| Iransk kalender      | 501 BP – 500 BP         |
| Islamisk kalender    | 517 BH – 516 BH         |

Se også 121 (tal)

## Født
- 26. april – Marcus Aurelius, romersk kejser